# سارا آرجون
سارا آرجون (انگلیسی: Sara Arjun؛ زادهٔ ۷ آوریل ۲۰۰۶) هنرپیشه اهل هند است که از سال ۲۰۱۱ میلادی تاکنون مشغول فعالیت بوده‌است. از جمله فیلم‌هایی که وی در آنها بازی کرده می‌توان به آواز عقرب‌ها، روزی روزگاری جادوگری بود، احساس، این حسی است، دختر خدا، وسط خال، پونیین سلوان، تولسیداس کوچیکه، داستان‌های عجیب، آنماریا عصبانی است و جی هو اشاره نمود.